# Саскатун
Саскатун (на английски: Saskatoon) е най-големият град в централната провинция Саскачеван в Канада.
Има население от 202 425 жители (2001) и обща площ от 144 км².
Основан е през 1883 г., а получава статут на град през 1906 г.

## Побратимени градове
- Кьолн, Германия
- Тампере, Финландия
- Умео, Швеция
- Шъдзяджуан, Китай
- Чернивци, Украйна
- Багдад, Ирак